# 11-та піхотна дивізія (Третій Рейх)
11-та піхотна дивізія (Третій Рейх) (нім. 11. Infanterie-Division) — піхотна дивізія Вермахту за часів Другої світової війни.

## Історія
11-та піхотна дивізія була створена 1 жовтня 1934 року під час 1-ї хвилі мобілізації в Алленштайні в 1-му військовому окрузі (нім. Wehrkreis I).

## Райони бойових дій
- Німеччина (жовтень 1934 — вересень 1939);
- Польща (вересень — грудень 1939);
- Німеччина (грудень 1939 — травень 1940);
- Франція (травень 1940 — березень 1941);
- Німеччина (Східна Пруссія) (березень — червень 1941);
- СРСР (північний напрямок) (червень 1941 — жовтень 1944);
- Курляндський котел (жовтень 1944 — квітень 1945);
- Німеччина (травень 1945).

## Командування

### Командири
- генерал-лейтенант Гюнтер фон Нібельшюц (нім. Günther von Niebelschütz) (1 жовтня 1934 — 1 квітня 1937);
- генерал від інфантерії Макс Бок (нім. Max Bock) (1 квітня 1937 — 23 жовтня 1939);
- генерал від інфантерії Герберт фон Бекманн (нім. Herbert von Böckmann) (23 жовтня 1939 — 26 січня 1942);
- генерал артилерії Зіґфрід Томашкі (нім. Siegfried Thomaschki) (26 січня 1942 — 7 вересня 1943);
- генерал-лейтенант Карл Бурдах (нім. Karl Burdach) (7 вересня 1943 — 1 квітня 1944);
- генерал-лейтенант Гельмут Рейманн (нім. Hellmuth Reymann) (1 квітня — 18 листопада 1944);
- генерал-майор Гергард Феєрабенд (нім. Gerhard Feyerabend) (18 листопада 1944 — 8 травня 1945).

## Нагороджені дивізії
Нагороджені Сертифікатом Пошани Головнокомандувача Сухопутних військ для військових формувань Вермахту за збитий літак противника
- 28 листопада 1942 — 2-й батальйон 44-го піхотного полку за дії 16 червня 1942 (№ 256);
- ? 1944 — 2-й артдивізіон 11-го артилерійського полку за дії 24 липня 1944 (№ 533).

Нагороджені дивізії
|  | Кавалери Нагрудного знаку ближнього бою в золоті                                                           | 12 |
|  | Кавалери Золотого Німецького Хреста                                                                        | 104 |
|  | Кавалери Лицарського хреста Залізного хреста з Дубовим листям                                              | 5 (№ 227 майор Еріх Клаве — 14.04.1943 № 299 генерал-лейтенант Зіґфрід Томашкі — 11.09.1943 № 384 оберст Бото Колльберг — 08.02.1944 № 672 генерал-лейтенант Гельмут Рейманн — 28.11.1944 № 854 оберст Гайнц-Оскар Лебе — 29.04.1945) |
|  | Кавалери Лицарського хреста Залізного хреста                                                               | 43 (в тому числі, одне непідтверджене) |
|  | Кавалери Почесної відзнаки Сухопутних військ «Почесна застібка на орденську стрічку для Сухопутних військ» | 50 |

- Нагороджені Сертифікатом Пошани Головнокомандувача Сухопутних військ (5)
- Нагороджені Сертифікатом Пошани Головнокомандувача Сухопутних військ за збитий літак противника (2)